# Akram Roumani
Akram Roumani est un footballeur marocain né le 1er avril 1978, naturalisé belge en 2005. Il joue en tant que milieu de terrain.

## Biographie
Il commença sa carrière de footballeur professionnel en 1998 avec l'équipe du Maghreb de Fès où après deux saisons au championnat marocain de première division, il part en Belgique pour jouer avec l'équipe du KRC Genk où disputera 84 matchs dans lequel il marqua un but. Puis en 2004, il est appelé pour jouer la CAN 2004 où il réussira à atteindre avec son équipe la finale de la CAN. Ensuite, il est finalement transféré au club néerlandais du RBC Roosendaal pour ensuite rejoindre le FUS de Rabat en 2007 ; mais sans terminer sa carrière avec sa nouvelle équipe juste quelques matchs après son arrivée au Championnat du Maroc de football

## Sélection en équipe nationale
1. 04/06/2000 Maroc - Jamaique Casablanca 1 - 0 Coupe Hassan II
2. 22/11/2000 Maroc - Libye Casablanca 0 - 0 Amical
3. 05/09/2001 Italie - Maroc Piacenza 1 - 0 Amical
4. 12/10/2001 Gambie - Maroc Bamako 0 - 2 Tournoi
5. 14/10/2001 Mali - Maroc Bamako 2 - 1 Tournoi
6. 14/11/2001 Maroc - Zambie Rabat 1 - 0 Amical
7. 13/01/2002 Maroc - Guinée Rabat 2 - 1 Amical
8. 16/01/2002 Gambie - Maroc Banjul 0 - 2 Amical
9. 21/01/2002 Ghana - Maroc Ségou 0 - 0 CAN 2002
10. 26/01/2002 Burkina Faso - Maroc Ségou 1 - 2 CAN 2002
11. 30/01/2002 Afrique du sud - Maroc Ségou 3 - 1 CAN 2002
12. 10/09/2003 Maroc - Trinité et Tobago Marrakech 2 - 0 Amical
13. 11/10/2003 Tunisie - Maroc Tunis 0 - 0 Amical
14. 15/11/2003 Maroc – Burkina Faso Meknès 1 - 0 Amical
15. 19/11/2003 Maroc – Mali Casablanca 0 - 1 Amical
16. 11/02/2004 Mali - Maroc Sousse 0 - 4 ½ Finale CAN 2004
17. 14/02/2004 Tunisie - Maroc  Radès 2 - 1 Finale CAN 2004

## Palmarès

### En club
KRC Genk
- Championnat de Belgique
  - Champion en 2002

### En sélection nationale
Maroc
- Coupe d'Afrique des nations 2004
  - Finaliste en 2004

## Décorations
- Officier de l'ordre du Trône — Le 14 février 2004, il est décoré officier de l'ordre du Wissam al-Arch[1] — ordre du Trône[2] — par le roi Mohammed VI au Palais royal de Rabat[3].